# Lindreservatet
Lindreservatet este o arie protejată (arie specială de conservare — SAC, sit de importanță comunitară — SCI) din Suedia întinsă pe o suprafață de 76 ha, integral pe uscat.

## Localizare
Centrul sitului Lindreservatet este situat la coordonatele 57°19′25″N 17°02′18″E / 57.3236°N 17.0383°E.

## Înființare
Situl Lindreservatet a fost declarat sit de importanță comunitară în decembrie 1998 pentru a proteja 1 specie de animale. Situl a fost protejat și ca arie specială de conservare în martie 2011.

## Biodiversitate
Situată în ecoregiunea boreală, aria protejată conține 7 habitate naturale: Pajiști uscate seminaturale și facies de acoperire cu tufișuri pe substraturi calcaroase (Festuco-Brometalia) (* situri importante pentru orhidee), Taiga vestică, Pajiști cu Molinia pe soluri calcaroase, turboase sau argilos-nămoloase (Molinion caeruleae), Pajiști din zone de pădure fino-scandinave, Mlaștini alcaline, Alvar nordic și șisturi calcaroase precambriene, Pășuni din zone de pădure fino-scandinave.
La baza desemnării sitului se află o specie protejată de  amfibieni: triton cu creastă (Triturus cristatus).